# Agostino Mainardi
Agostino Mainardi (* 1482 in Caraglio, Piemont, Italien; † 31. Juli 1563 in Chiavenna, Veltlin) war ein italienischer Augustinermönch und Prior, katholischer Theologe und Lehrer, der evangelisch predigte, exkommuniziert wurde, flüchten konnte und ab 1542 Reformator und reformierter Pfarrer von Chiavenna, das damals zu Graubünden gehörte, wurde.

## Leben
Mainardi war ein Sohn von Giovanni Mainardi. 1509 trat er in den Augustinerorden in Florenz ein. 1513 schloss er sein Studium mit dem theologischen Magistertitel ab. Der Ordensgeneral Egidio da Viterbo schickte ihn 1514 in das Kloster in Siena und 1515 nach Pavia. Ab 1516 war er Rektor der dortigen Augustinerklosterschule, 1519 in Rom, 1521 in Siena und 1523 wieder in Florenz. 1525 mahnte ihn der Ordensgeneral, auf proreformatorische Aussagen zu verzichten. 1526 wurde er nach Genua geschickt. 1533 wurde er Prior des Klosters San Mustiola in Pavia, wo er sich mit dem Rhetoriker Celio Secondo Curione, mit Giulio da Milano, Ortensio Lando und Ambrogio Cavalli für die Verbreitung der reformatorischen Lehren in der Lombardei einsetzte. Deshalb erhielt er von Bischof Scipione Roero einen Verweis und wurde auch von dem Dominikaner Tommaso Badia ermahnt. Mainardi setzte sich jedoch mit seiner biblisch fundierten Argumentation durch, so dass er am 28. September 1535 von Papst Paul III. rehabilitiert wurde. Mit dem Segen des Generalvikars Giovanni Antonio di Chieti und mit großem rhetorischen Geschick predigte Mainardi weiter im evangelischen Sinn während der Fastenzeit 1538 in Rom. Hier trat er auch gegen Ignatius von Loyola auf. 1539 predigte er zur Fastenzeit in Pavia, 1540 in Venedig und 1541 in Mailand. Auch Mitglieder einflussreicher Patrizierfamilien nahmen daraufhin den evangelischen Glauben an. Deshalb wurde Mainardi zusammen mit Niccolò da Verona im Juni 1541 in Mailand gefangengesetzt und wegen Ketzerei vor Gericht gestellt. Ende 1541 konnte er nach Tirano im Veltlin fliehen.
1542 musste Mainardi auf Druck Cäsar Trivulzios, des Bischofs von Como, Tirano verlassen und liess sich im bündnerischen Chiavenna nieder. Herkules von Salis stellte ihn als Lehrer an und gab ihm das Gehalt eines Gemeindepfarrers. Von Chiavenna aus trat er ab 1545 in engen Kontakt mit dem Zürcher Reformator Heinrich Bullinger. Mit dessen Unterstützung baute er zusammen mit seinem Freund und Assistenten Francesco Negri eine evangelische Kirche auf, deren Pfarrer er bis zu seinem Tod 1563 blieb. Er war ein eifriger Verteidiger der reformierten Orthodoxie im Veltlin, einer Grenzgegend, in der zahlreiche italienische Glaubensflüchtlinge Zuflucht suchten. Vor allem mit Francesco Stancaro und dem Täufer Camillo Renato war er in Polemiken über die Interpretation des Abendmahls verwickelt. Deshalb verfasste er 1547 ein Glaubensbekenntnis mit 20 Artikeln, das von der Bündner Synode gutgeheissen wurde. 1549 nahm er den flüchtenden, konvertierten Bischof Pier Paolo Vergerio auf. 1551 erschien sein Trattato dell'unica et perfetta satisfattione di Christo, eine Darstellung der wichtigsten evangelischen Glaubenslehren. 1552 veröffentlichte er unter dem Pseudonym Antonio di Adamo eine Annotomia della messa, eine kritische Analyse der Messe, die 1555 von Jean Crespin auch ins Französische, 1556 in Straßburg ins Englische und 1561 ins Lateinische übersetzt wurde. Sie kam 1559 auf den Index der verbotenen Bücher.
Durch das große Wachstum der evangelischen Kirche sah sich Mainardi 1561 erneut veranlasst, die reformatorische Linie durchzusetzen, was zum Ausschluss von Michelangelo Florio und Pietro Leone führte. Nach dem Tod von Mainardi 1563 wurde Girolamo Zanchi sein Nachfolger als evangelischer Pfarrer Chiavennas.

## Werke
- Annotomia missae (deutsch etwa: Kritische Analyse der Messe), 1550 (digital)
- Trattato dell'unica e perfetta satisfattione di Cristo nel qual si dichiara e manifestamente per la parola di Dio si pruova che sol Christo ha satisfatto per li peccati del mondo (deutsch: Abhandlung über die einzige und vollkommene Rechtfertigung durch Christus, in der gezeigt durch das Wort Gottes bewiesen wird, dass einzig Christus für die Sünden der Welt Genugtuung geleistet hat), 1551 (digital)
- Il vero ordine di pregare e di confessarsi a Dio solo con il modo di vivere il matrimonio (deutsch: Die wahre Ordnung, zu beten und vor Gott zu beichten, zusammen mit dem Weg, die Ehe zu leben), 1551
- Uno pio e utile sermone della gratia di Dio, contra li meriti umani (deutsch: Eine fromme und nützliche Predigt über die Gnade Gottes, gegen die menschlichen Verdienste), 1552
- Sermone del sacramento della eucharestia (deutsch: Predigt über das Sakrament der Eucharistie), 1552